# Jurij Krivcov
Jurij Ivanovyč Krivcov (in ucraino Юрій Іванович Крівцов?; trasl. angl. Yuriy Krivtsov; Pervomajs'k, 7 febbraio 1979) è un ex ciclista su strada ucraino naturalizzato francese, professionista dal 2002 al 2012.
Ancora dilettante, nel 1999, si trasferì dall'Ucraina a Nantes continuando l'attività agonistica sempre in Francia. Sposatosi, ha avuto un figlio nato in Francia nel 2004 che frequenta le scuole francesi.

## Carriera
Nel 1999 si trasferisce dall'Ucraina in Francia. Dopo aver corso tra i dilettanti con la Nantes 44 Cyclisme, passa professionista all'inizio del 2002 con la Jean Delatour, formazione di categoria GS1. Già al primo anno da pro va a segno, aggiudicandosi il Prix des Blés d'Or in Bretagna; nel 2003 consegue quindi altre tre vittorie, tra cui quella nella tappa di Lucerna al Tour de Romandie, e partecipa per la prima volta al Tour de France.
Nel 2004 passa all'AG2R Prévoyance. Quell'anno, dopo essersi laureato campione nazionale a cronometro, rappresenta l'Ucraina ai Giochi olimpici di Atene conseguendo l'undicesimo posto nella prova contro il tempo. Nelle stagioni seguenti non riesce più a ottenere successi (va più volte vicino al bis nel campionato nazionale a cronometro); partecipa comunque al Giro d'Italia per sei anni consecutivi, ricoprendo sempre ruoli di gregariato.
Nel maggio 2010 ottiene il passaporto francese, scegliendo così di gareggiare, a partire dal 2011, con la licenza di tale paese. Al termine del 2011 lascia l'AG2R – con cui aveva corso per otto stagioni – e si accasa alla formazione italo-ucraina Lampre-ISD, con cui gareggia nel 2012, sua ultima stagione da professionista.

## Palmarès
- 2002 (Jean Delatour, una vittoria)

Prix des Blés d'Or
- 2003 (Jean Delatour, tre vittorie)

3ª tappa Circuit de la Sarthe (Angers)
3ª tappa Tour de Romandie (Lucerna)
1ª tappa Tour de l'Avenir (Saint-Flour)
- 2004 (AG2R Prévoyance, una vittoria)

Campionati ucraini, Prova a cronometro

## Piazzamenti

### Grandi Giri
- Giro d'Italia

2006: 114º
2007: 71º
2008: 107º
2009: 116º
2010: 83º
2011: 119º
- Tour de France

2003: 85º
2004: 95º
2005: 90º
2012: fuori tempo massimo (11ª tappa)
- Vuelta a España

2007: 48º

### Classiche monumento
- Milano-Sanremo

2004: 37º
2006: 45º
2007: 156º
2008: 75º
2009: 141º
2011: 143º
- Giro delle Fiandre

2004: 109º
2007: ritirato
2008: ritirato
2011: 118º
2012: ritirato
- Parigi-Roubaix

2002: ritirato
2003: 59º
2008: ritirato
2010: ritirato
2012: fuori tempo
- Liegi-Bastogne-Liegi

2004: ritirato
2006: ritirato

### Competizioni mondiali
- Campionati del mondo

Valkenburg 1998 - Cronometro Under-23: 43º
Verona 1999 - In linea Under-23: 60º
Verona 1999 - Cronometro Under-23: 29º
Plouay 2000 - In linea Under-23: 29º
Plouay 2000 - Cronometro Under-23: 39º
Lisbona 2001 - In linea Under-23: ritirato
Lisbona 2001 - Cronometro Under-23: 11º
Zolder 2002 - Cronometro Elite: 31º
Hamilton 2003 - In linea Elite: ritirato
Verona 2004 - In linea Elite: ritirato
Verona 2004 - Cronometro Elite: 40º
Salisburgo 2006 - Cronometro Elite: 33º
- Giochi olimpici

Atene 2004 - In linea: ritirato
Atene 2004 - Cronometro: 11º